# Großsteingrab Kreptitz
Das Großsteingrab Kreptitz war eine megalithische Grabanlage der jungsteinzeitlichen Trichterbecherkultur bei Kreptitz, einem Ortsteil von Dranske im Landkreis Vorpommern-Rügen (Mecklenburg-Vorpommern). Es wurde vermutlich im 19. Jahrhundert zerstört.

## Forschungsgeschichte
Die Existenz des Grabes wurde in den 1820er Jahren durch Friedrich von Hagenow erfasst, seine Lage auf der 1829 erschienenen Special Charte der Insel Rügen allerdings nicht vermerkt. Von Hagenows handschriftliche Notizen, die den Gesamtbestand der Großsteingräber auf Rügen und in Neuvorpommern erfassen sollten, wurden 1904 von Rudolf Baier veröffentlicht. Die Anlage bei Kreptitz wurde dabei nur listenartig aufgenommen.

## Beschreibung
Nach von Hagenows Liste handelte es sich bei der Anlage um einen Großdolmen in einem trapezförmigen Hünenbett. Zu den Maßen liegen keine Angaben vor.